# Статор
Статор је онај део машине који не ротира, т. ј. који се не покреће. Супротно, део који ротира је ротор. Статори се налазе нпр. у електромоторима, генераторима, пумпама итд. Статор електричних машина има кућиште(од гвожђа или алуминијума), намотаје (најчешће од бакра) и магнетно коло (од феромагнетних лимова), као и ноге или прирубницу за учвршћење (да би статор био статичан).